# Ammine eterocicliche nella carne

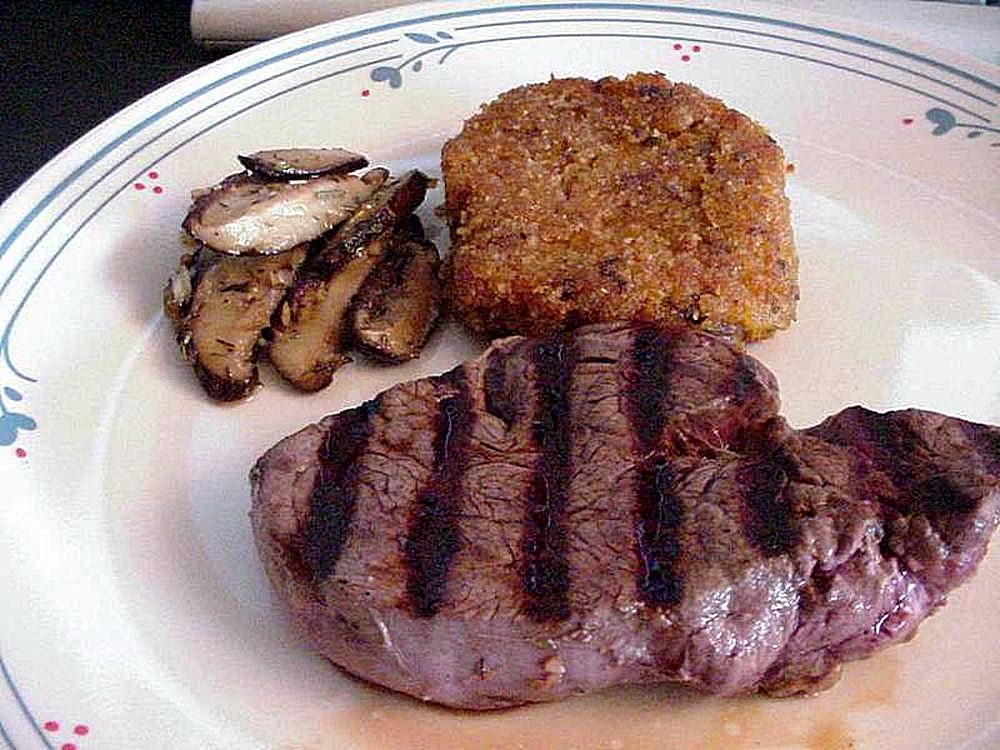
Un piatto di carne a lunga cottura: le righe nere si formano dove la bistecca è rimasta per più tempo a contatto con la griglia e conterranno un maggior numero di ammine eterocicliche.

Le Ammine eterocicliche sono un gruppo di composti chimici, molti dei quali si possono formare durante la cottura. Sono reperibili nella carne a lunga cottura, specialmente nei punti in cui la carne mostra una crosta nera e croccante. Alcuni studi epidemiologici fanno vedere associazioni tra il consumo di ammine eterocicliche e cancro a Colon, Retto, Mammella, Pancreas, Polmone, Stomaco ed Esofago e gli esperimenti sul nutrimento degli animali supportano una relazione di un certo tipo. Il dipartimento della salute statunitense ha etichettato numerose ammine eterocicliche come sostanze cancerogene per l'umano, nel suo tredicesimo rapporto sulle sostanze cancerogene. Alcune accortezze in cucina possono ridurre il livello delle ammine eterocicliche nella carne.

## Ammine eterocicliche, carne e cancro
Dopo la scoperta delle sostanze cancerogene nel fumo di sigaretta, gli scienziati si sono chiesti se si potessero formare altre sostanze cancerogene in cibi bruciati o affumicati, come la carne. Nel 1988, composti cancerogeni, furono scoperti nel cibo come risultato di una normale cottura casalinga. Un totale di venti composti cancerogeni ricadette nella categoria delle ammine eterocicliche, spesso abbreviate con l'acronimo anglosassone "Hca". 
Codesti composti si formano quando la Creatina (un aminoacido del tessuto muscolare), altri amminoacidi o monosaccaridi sono riscaldati a temperature alte (125-300 gradi celsius) o cotti per lunghi periodi di tempo. Le Hca si formano a temperature relativamente basse (125-150 gradi) se la cottura è lunga, dopo pochi minuti se le temperature sono più alte (250-300 gradi). La più potente di tutte è considerata la "MelQ", 24 volte più cancerogena dell'aflatossina.
La maggior parte delle venti Hca sono più tossiche dei benzopireni, un carcinogeno reperibile nel fumo di sigaretta o nel catrame di carbone. La MelQ, l'IQ e l'8-MelQx sono state identificati come i mutanti più potenti secondo il test di Ames. Queste sono cento volte più cancerogene del PhIp, il composto più comunemente reperibile come risultato della normale cottura casalinga. 